# Holland Roden
Holland Marie Roden (Dallas, 7 oktober 1986) is een Amerikaanse actrice. Ze werd meest bekend voor haar rol in de televisieserie Teen Wolf, waar ze de rol van Lydia Martin speelt.

## Biografie
Roden werd in 1986 geboren in Dallas, Texas. Hier volgde ze een opleiding aan de private meisjesschool Hockaday School. Holland komt uit een heel erg medische familie. Ze studeerde zelf Biologie aan de UCLA en heeft drieënhalf jaar gestudeerd voor een medische opleiding om arts te worden, voordat acteren al haar tijd in beslag nam.
Roden heeft meegespeeld in de geannuleerde HBO-serie 12 Miles of Bad Road. In 2008 speelde ze Emily Locke in Lost en speelde ze Skyler in de film Bring It on. Tussen 2008 en 2010 acteerde ze in de tv-series CSI, Cold Case, Weeds, Community en Criminal Minds.

## Filmografie

### Films
- 2004: Back at the Ranch - Dawn Leatherwood
- 2004: Consideration - Angela
- 2009: Bring It On: Fight to the Finish - Skyler
- 2011: Morning Love - Meisje
- 2011: Charlie Brown: Blockhead's Revenge - Peppermint Patty
- 2013: House of Dust - Gabby
- 2015: Cry of Fear Lydia
- 2016: Fluffy - Leah Feeney
- 2020: Follow Me - Erin Isaacs
- 2021: Escape Room: Tournament of Champions - Rachel Ellis
- 2022: Time for Him to Come Home for Christmas-   Elizabeth
- 2023: Teen Wolf: The Movie - Lydia Martin

### Televisie
- 2012: Grey's Anatomy - Gretchen Shaw
- 2011-2017: Teen Wolf - Lydia Martin
- 2011: Memphis Beat - Jill Simon
- 2010: The Event - Jonge Violet
- 2010: Criminal Minds - Rebecca Daniels
- 2009: Community - Meisje
- 2009: Weeds - Onbekend
- 2009: Pushed - Sascha
- 2008: Cold Case - Missy Gallavan
- 2008: Lost - Jonge Emily Locke
- 2008: 12 Miles of Bad Road - Bronwyn
- 2007: CSI - Kira Dellinger